# Lakota
Lakota, et bredt forbund af nordamerikanske indianere, der talte tre beslægtede sprog. Det almindeligt brugte navn sioux regnes som en forkortelse fra sproget nadouessioux med betydningen "slanger", dvs. "fjender", en betegnelse oprindeligt benyttet af ojibwa-indianere. Østlige sioux, også kaldt santee-sioux, talte dakota-sproget, mens yankton-indianere talte nakota. Vestlige sioux, også kaldt teton-soux, talte lakota. Til dem hørte sortfod-, brulé-, hunkpapa-, miniconjou- og oglala-sioux-stammen m.fl.

## Stammer og hovedgrupper
Lakota er en del af et forbund, som består af syv beslægtede stammer, som kalder sig Oceti Sakowin (= Syv Rådsbål, dvs "syv nationer") og taler lakota. Der er følgende hovedgrupper:
- Mdewakanton (dakota)
- Wahpeton (dakota)
- Wahpekute (dakota)
- Sisseton (dakota)
- Yankton (dakota)[2]
- Yanktonai (dakota)
  - Upper yanktonai
  - Lower yanktonai eller hunkpatina, hvortil regnes assiniboin (nakota)[3]
- Teton (lakota)

Opdeling i syv hovedgrupper:
- - Brule (upper og lower)
  - Hunkpapa
  - Miniconjou
  - Oglala
  - Oohenonpa eller Two Kettle
  - Sans arcs ("uden buer")
  - Sihasapa eller sortfod

Lakotaerne kaldte sig selv Ikce Wicasa, hvilket betyder "mennesker". På samme vis kalder cheyenne-indianere sig tsistsistas, også med betydningen "mennesker".
Lakotaerne, som taler den vestligste af de tre dialekter, var de mest krigerske og mest talrige, og opfostrede de mest berømte høvdinge.
Forskellige siouxer stak flere fjendtlige nabostammers byer af jordhytter helt eller delvist i brand i perioden cirka 1780-1874. Sammen med cheyennerne er en lejr oglala-lakotaer ansvarlige for den største massakre på crow-indianerne, da de i fællesskab angreb en stor crow-lejr ved Tongue River i 1820.:26  Lakotaerne lå næsten i konstant krig med arikaraerne gennem det meste af 1800-tallet,:19  og de hjalp den amerikanske hær med et angreb på to arikara-byer i 1823.:46  Oglalaer fra samme lejr som Red Cloud massakrerede en flyttende lejr arapahoer i 1858. I 1873 stod lakotaerne bag den måske værste massakre på pawnee-indianerne i hele 1800-tallet..
Der var 20.000 lakotaer omkring 1750, mens der i dag findes omkring 70.000, hvoraf de 20.500 stadig taler sproget.
Efter hestens ankomst blev lakotaerne en del af præriekulturen, der havde jagten på bisonen og hesten som omdrejningspunkter. Lakotaerne tilsluttede sig Fort Laramie traktaten (1851).Lakotafolket var allieret med arapaho- og cheyenne-stammerne, og sammen besejrede de det 7. kavaleri i slaget ved Little Bighorn i 1876 under en invasion i crow-reservatet i Montana. De blev selv endeligt besejret 14 år senere ved massakren ved Wounded Knee.
Staterne Nord- og Syd-Dakota er opkaldt efter sioux-stammen.

## Oglala
Blandt de mest kendte indfødte amerikanere fra oglala-stammen er:
- Tasunka witko (Crazy Horse)
- Makhpyia-luta (Red Cloud (lakota-høvding))
- Tashun-Kakokipa (Young-Man-Afraid-of-His-Horses)
- Black Elk Billy Mills (OL-deltager i 10.000 m løb)

## Fodnoter
1. ↑  Sioux | Tribes, Meaning, Languages, Religion, & Facts | Britannica
2. ↑  Ullrich, Jan (2008). New Lakota Dictionary (Incorporating the Dakota Dialects of Yankton-Yanktonai and Santee-Sisseton). Lakota Language Consortium. s. 2. ISBN 0-9761082-9-1.
3. ↑  Assiniboin | people | Britannica
4. ↑   Damien Francois: The Self-destruction of the west (s. 28)
5. ↑  "Tribal History - Cheyenne & Arapaho Tribes". Arkiveret fra originalen 19. november 2020. Hentet 11. oktober 2019.
6. ↑  Hyde, George E.: Life of George Bent. Written From His Letters. Norman, 1987.
7. 1 2  McGinnis, Anthony: Counting Coup and Cutting Horses. Intertribal Warfare on the Northern Plains, 1738-1889. Evergreen, 1990.
8. ↑  Blaine, Garland James og Martha Royce Blaine: ”Pa-Re-Su A-Ri-Ra-Ke: The Hunters That Were Massacred.” Nebraska History. Vol. 58, No. 3 (1977). Pp342-358.